# Luuk Kroon

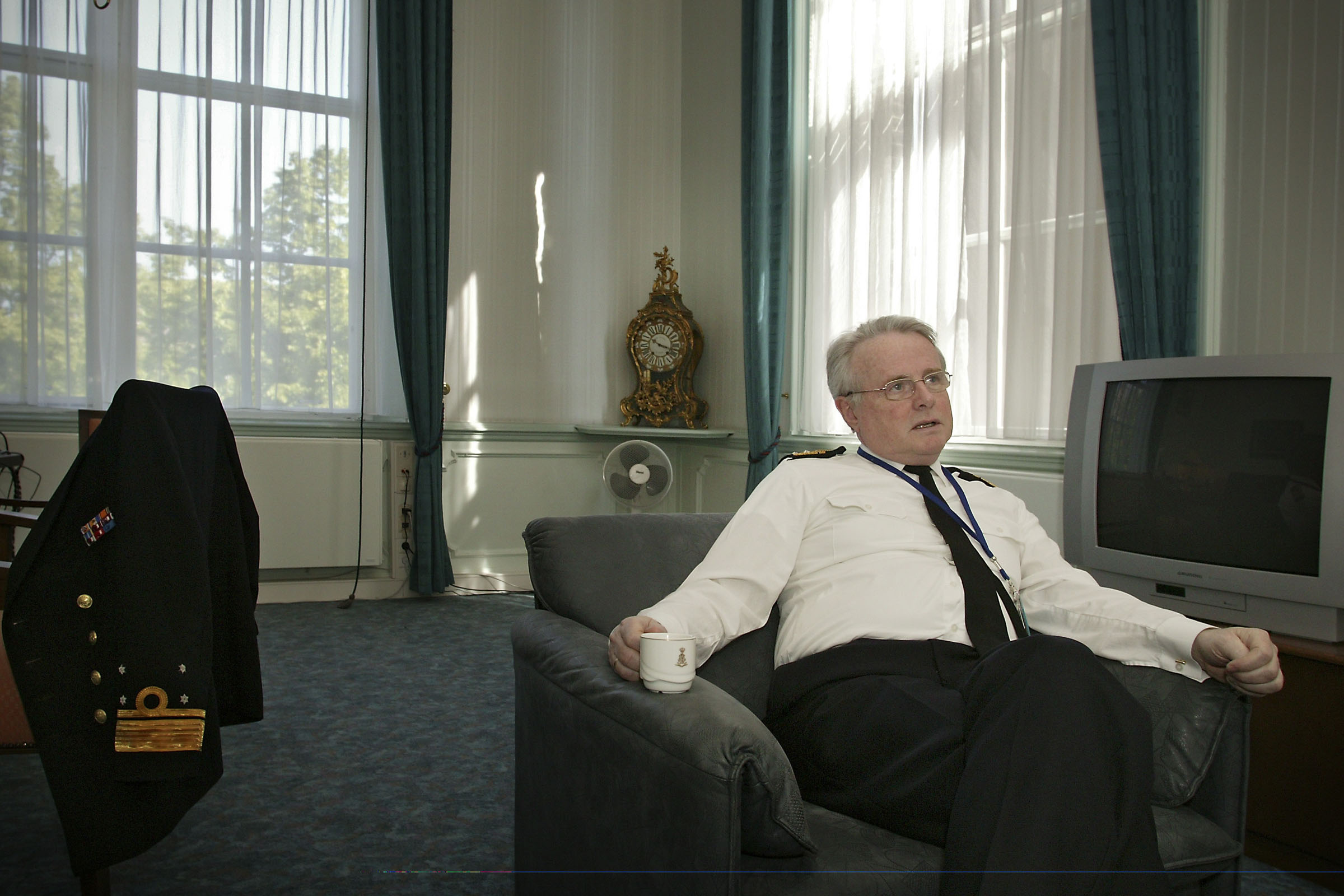
Kroon in zijn werkkamer in 2004

Luuk Kroon (Ridderkerk, 13 december 1942 – Den Haag, 19 juni 2012) was een Nederlands marineofficier. Hij bracht het tot luitenant-admiraal en was van september 1995 tot en met juni 1998 bevelhebber der Zeestrijdkrachten en vervolgens van juni 1998 tot juni 2004 Chef-Defensiestaf.

## Loopbaan
Kroon begon zijn maritieme loopbaan in 1961. Tussen 1961 en 1975 vervulde hij diverse functies bij de Marinestaf, het Ministerie van Defensie en aan boord van diverse fregatten. Na 1975 werd hij commandant van de mijnenveger 'Hr. Ms. Staphorst'. Drie jaar later keerde hij terug naar de Marinestaf als Stafofficier Oorlogsvoering mijnen. In 1981 keerde hij terug naar de vloot, waar hij het commando kreeg over de 'Hr. Ms. Jaguar', een fregat uit de Roofdierklasse, en een jaar later het commando over het S-klasse fregat 'Hr. Ms. Callenburgh. Hij vervulde dat commando tot oktober 1984. Daarna kreeg Kroon een functie bij de Defensiestaf, waar hij namens de Bevelhebber der Zeestrijdkrachten (BDZ), de chef-defensiestaf (CDS) adviseerde. In oktober 1989 werd Kroon tot Commandeur bevorderd en vervulde de functie van plaatsvervangend sous-chef plannen Koninklijke Marine.
In 1992 werd Kroon bevorderd tot schout-bij-nacht en kreeg het commando over de Nederlandse Task Group. In september 1993 werd hij bevorderd tot vice-admiraal en werd Commandant der Zeemacht in Nederland (CZMNED), tevens Admiraal Benelux. Twee jaar later nam Kroon het bevel over de zeestrijdkrachten over van vice-admiraal Nico Buis. Drie jaar later vertrok Kroon als BDZ en werd opgevolgd door vice-admiraal Cees van Duyvendijk.

## Chef-Defensiestaf
In 1998 werd Kroon bevorderd tot luitenant-admiraal en volgde generaal der mariniers Henk van den Breemen op als CDS. Admiraal Kroon is zes jaar de hoogste militair van de Nederlandse krijgsmacht geweest. Nederlandse eenheden namen onder zijn leiding deel aan internationale militaire operaties in onder meer Kosovo, Macedonië, Bosnië, Eritrea en Ethiopië, Liberia, Afghanistan en Irak.
Bij zijn afscheid in 2004 werd luitenant-admiraal Kroon benoemd tot Commandeur in de Orde van Oranje-Nassau met de Zwaarden en adjudant in buitengewone dienst van H.M. de Koningin. Deze laatste benoeming is uitzonderlijk omdat Luuk Kroon tijdens zijn diensttijd geen adjudant was. De Duitse regering verleende hem het Erekruis in goud voor zijn inspanningen bij de samenwerking tussen de Duitse Bundeswehr en de Nederlandse strijdkrachten.

## Onderscheidingen
Commandeur in de Orde van Oranje Nassau met de Zwaarden (Bij bevordering)

 Officierskruis, met cijfer XXV

 Huwelijksmedaille 2002

 Marinemedaille

 Grootofficier in de Kroonorde van België

 Commandeur Legioen of Verdienste (VS)

 Orde van Trouwe Dienst onder de Vlag) '1e klasse'(Bulgarije)

 Commandeur de la Légion d'honneur (Commandeur in het Legioen van Eer) (Frankrijk)

 Officier Nationale Orde van Verdienste (Frankrijk)

 Erekruis van de Duitse Krijgsmacht in Goud